# Höfischer Roman
Der höfische Roman (französisch roman courteois, besser eigentlich höfisches Epos) ist die epische Großform der höfischen Dichtung, die ab Mitte des 12. Jahrhunderts zunächst an den anglonormannischen Höfen Nordfrankreichs und Englands entstand. Diese altfranzösischen Vorbilder waren dann Anregung für deutsche Dichter. Einige der bedeutendsten Werke des Mittelhochdeutschen gehören der Gattung des höfischen Epos an. Neben Hartmann von Aue (Erec 1180, Iwein 1202) und Gottfried von Straßburg (Tristan, zwischen 1200 und 1210) steht hier Wolfram von Eschenbach mit seinem Gralsepos Parzival (um 1200–1210).
Die Form des höfischen Epos ist in der Regel das vierhebige Reimpaar im Mittelhochdeutschen bzw. der paargereimte Achtsilbler im Altfranzösischen. Die Versform wird im späten Mittelalter zunehmend durch Prosa abgelöst.

## Definition und Terminologie
Der Begriff höfischer Roman bezieht sich auf die Erzählungen ritterlicher Abenteuer, wie sie zuerst an mittelalterlichen Adels- und Königshöfen etwa ab 1150 anzutreffen sind. Das Wort Roman geht zurück auf den altfranzösischen Ausdruck mettre en romanz (dt. „in einheimische Sprache übersetzen“, gemeint ist die Übersetzung häufig antiker Stoffe ins (Alt-)Französische).
Mit Romanen sind in diesem Zusammenhang epische Texte des Mittelalters wie etwa der Versroman und später auch Prosatexte gemeint, aber nicht der moderne Roman, wie er sich Ende des 18. und Anfang des 19. Jahrhunderts als populäre Literaturgattung etablierte. Die englische Sprache macht hier eine andere Unterscheidung als die deutsche, indem sie von romance (im Sinne von höfischem Roman) einerseits und novel (für längere Prosatexte) andererseits spricht. Im Deutschen wird Roman für jegliche Form längere Erzählung verwendet, genau wie sich im Spanischen novela ebenso auf die mittelalterlichen höfischen Epen wie auf die späteren Ritterromane eines Miguel de Cervantes beziehen kann. In der deutschen Fachliteratur findet man statt höfischer Roman auch den allgemeineren Ausdruck höfische Epos. Trotz dieser Unterscheidung sind höfischer Roman und heutiger Prosaroman nicht ohne Zusammenhänge, so hat der höfische Roman auch Einfluss auf spätere Entwicklungen des Romans bis in die heutige Zeit ausgeübt.
Die international verwendeten analogen Begriffe sind nicht deckungsgleich: Im Englischen spricht man von Chivalric romance oder auch Medieval romance und schließt dabei die späteren Prosaformen wie den Ritterroman, in dem Riesen, Zwerge und Zauberer ihr Wesen treiben, mit ein. Der höfische Roman im hier behandelten Sinn ist im Französischen der Roman courtois. Der französische Roman de chevalerie entspricht dem Ritterroman. Demgegenüber ist der Roman chevaleresque eine Gattung mehr oder minder fiktiver, im Prinzip aber realistischer Ritterbiographien, ein Beispiel für diese Gattung ist der spanische Roman Tirant lo Blanc.

## Themen und Entwicklung
Entsprechend einer Einteilung des Sängers Jean Bodel in seinem altfranzösischen Epos Chanson de Saisnes unterscheidet man für das höfische Epos drei große Themenkomplexe:
Ne sont que 3 matières à nul homme atandant,

De France et de Bretaigne, et de Rome la grant.

Es gibt nur drei Erzählstoffe, die jeder kennen sollte:

Den von Frankreich, den von Britannien und den von Rom, der ehrwürdigen (Stadt).
Dementsprechend wird unterschieden:
- Matière de Rome: Stoffe aus antiker, lateinischer Überlieferung wie die über den Trojanischen Krieg oder die Geschichte des Alexanders des Großen, zum Beispiel verarbeitet im Roman d’Alexandre und anderen Antikenromanen
- Matière de Bretagne: Stoffe aus keltischer Überlieferung wie Tristan und Isolde, König Artus oder Parzival, beispielsweise verarbeitet in den Artusromanen
- Matière de France: Stoffe aus der Geschichte des Frankenreiches, vor allem der karolingischen Könige mit Karl dem Großen und seinen Umkreis im Zentrum

Im Rahmen der Kreuzzüge werden dann auch orientalische (Floire et Blancheflor) oder hellenistisch-byzantinische Erzählstoffe aufgenommen und verarbeitet.
Zentrales Thema und kennzeichnend für das höfische Epos ist die Minne, das dienende Liebesverhältnis des Ritters zu einer hochstehenden Dame, beispielsweise im ältesten deutschen Tristanroman von Eilhart von Oberg Ende des 12. Jahrhunderts.
Diese Liebe wiederum ist Ausgangspunkt für eine Reihe von Abenteuern (aventiuren), die der Ritter zur Ehre der geliebten Dame bestehen muss.
Der höfische Roman grenzt sich also von dem älteren Chanson de geste, dem altfranzösischen Heldenlied, dadurch ab, dass die neue, verfeinerte höfische Kultur, in der die Minne, die höfische Liebe, eine zentrale Rolle spielt, im höfischen Epos breiten Raum einnehmen, während im Chanson de geste ganz vorwiegend von Kämpfen und Heldentaten berichtet wird.
Eine Zwischenstellung nimmt hier der sogenannte Antikenroman ein, die Matière de Rome, die Adaptionen in lateinischen Fassungen überlieferte antiker Stoffe. So ist im Roman de Thèbes über die tragischen Schicksale der Söhne des Ödipus kaum von Liebe die Rede, im Roman d'Eneas über den Helden Aeneas mit seinen Beziehungen zu Dido und Lavinia jedoch durchaus. Dieser Aeneasroman war dann auch das Vorbild des ersten mittelhochdeutschen höfischen Romans, dem Eneasroman des Heinrich von Veldeke, entstanden zwischen 1170 und 1190.
Ein weiterer höfischer Roman ist der Roman de Brut des anglonormannischen Dichters Wace (ca. 1155), der die Historia regum Britanniae des englischen Historikers Geoffrey von Monmouth verarbeitete und dabei nicht nur die legendäre Gründung Britanniens durch Brutus, Aeneas’ Schwiegersohn, verarbeitete, sondern auch die Legende von König Artus und der Tafelrunde einbrachte.
Hier erfolgt dann auch der Übergang von der Matière de Rome zu der Matière de Bretagne, den Artusromanen, deren Meister Chrétien de Troyes ist mit den arthurischen Epen
- Erec et Enide, dem Vorbild für den Erec des Hartmann von Aue,
- Yvain ou Le Chevalier au lion, ebenfalls von Hartmann adaptiert,
- der unvollendete Perceval, der Wolfram von Eschenbachs Parzival inspirierte, und
- Le Chevalier de la charrette über den Artusritter Lancelot. Eine deutsche Version des Lancelot-Stoffes ist der Lanzelet des Ulrich von Zatzikhoven.

Eine mittelenglische Zusammenstellung verschiedener Erzählungen der Artusepik in Prosa verfasste dann Thomas Malory unter dem Titel Le Morte Darthur.

Die Matière de France schließlich steht thematisch in enger Verbindung zum älteren Chanson de geste, zum Beispiel dem Rolandslied. Die hierzu gehörenden höfischen Epen des Altfranzösischen gliedern sich in drei Gruppen um Karl den Großen, Wilhelm von Aquitanien und die Gruppe der sogenannten Empörerepen, in denen es um sich gegen die Königsherrschaft empörende Barone geht. Die Gruppe der Epen um Karl den Großen und die fränkischen Könige wird auch Karolingerzyklus genannt.
Die historisch-legendären Erzählungen zur Matière de France wurden seinerzeit als authentisch rezipiert, wie Jean Bodel bezeugt.
Man geht davon aus, dass der höfische Roman ein idealisiertes Bild der höfischen Lebenswelt gibt und nicht als realistische Schilderung der Wirklichkeit des Mittelalters aufzufassen ist. Derartige Schilderungen einer fernen Vergangenheit dienen oft dazu, vorzuführen, was man in der Gegenwart als erstrebenswert erachtet, also der Vermittlung des idealen adeligen Lebensmodells durch die Erzählung.
Vom sogenannten Spielmannsepos grenzt sich das höfische Epos ab, indem im höfischen Roman besonderes Gewicht auf die Darstellung der Ideale des Rittertum gelegt wird, namentlich êre (ritterliche Ehre), mâze (Anstand und Mäßigkeit) und minne (höfische Liebe). Hinzu kommen eine gehobene, mundartfreie höfische Sprache, reine Reime, rhetorischer Schmuck und
einheitliches Versmaß, Merkmale, die das Spielmannsepos so nicht aufweist, demgegenüber spielt im Spielmannsepos das Derbe und das Burleske eine deutliche Rolle und auf die ideologische Unterfütterung wird zugunsten des Erzählens abenteuerlicher Geschichten verzichtet. Es handelt sich jedoch beim „Spielmannsepos“ um eine retrospektive Begriffsbildung des 19. Jahrhunderts, bei der heute bezweifelt wird, ob die betreffenden Werke tatsächlich fahrende Spielleute als Autoren haben im Gegensatz zu den gebildeten Ministerialien beim höfischen Roman und ob das „Spielmannsepos“ ein anderes Publikum und andere Rezeptionsformen hatte als der höfische Roman.
Im 13. Jahrhundert endet die Blütezeit des höfischen Romans und es erfolgt ein Übergang zu den Prosaformen des Ritterromans und von Adaptionen von Werken und Stoffen des höfischen Romans in sogenannten Volksbüchern.

## Autoren, Publikum, Auftraggeber und Überlieferung
Der Dichter stellt seine Fähigkeiten in den Dienst des Auftraggebers, der in der Regel dem Adel angehörte, angefangen von den Territorialfürsten bis hin zum niederen Adel oder geistlichen Würdenträgern, ab dem 13. Jahrhundert kam noch der Stadtadel hinzu. Aufgrund des Aufwands und der Kosten für ein Manuskript bedurfte es für die Herstellung eines vermögenden Auftraggebers oder Mäzens. Das Erstellenlassen einer eigenen (kunstvoll gestalteten) Abschrift eines Manuskripts (meist populären Stoffs) unterstrich die Bildung des Auftraggebers und seinen Reichtum.
Was die Autoren der Texte betrifft, so sind sie bis zur Mitte des 12. Jahrhunderts meist anonym. Von da an geben sich Autoren  in ihren Texten zunehmend zu erkennen, teils prominent am Anfang des Textes, teils verschleiert und nur für den Leser erkennbar, nicht für den Hörenden eines Vortrags, etwa wenn der Autorenname nur als Akrostichon erscheint.
Auch wenn Autorennamen bekannt sind, ist es oft kaum möglich, etwas über ihren Herkunft und Stand zu sagen. Von einigen wenigen Autoren, so beispielsweise Hartmann von Aue, gibt es die Angabe, sie seien Ministerialien gewesen. Ob Aussagen echte biografische Angaben oder nur fiktiv sind, lässt sich nicht klären. Von vielen Epikern des Mittelalters, zum Beispiel Wolfram von Eschenbach, Gottfried von Straßburg oder Konrad von Würzburg nimmt man an, dass sie in erster Linie dem Dichten ihre jeweilige Stellung bei Hof zu verdanken hatten.
Adressaten der weltlichen Literatur des Mittelalters waren in der Regel Angehörigen des Adels und ihres Hofes. Belegt ist, dass auf Hoffesten Sangsprüche oder Minnelieder vorgetragen wurden, dass das Publikum mindestens teilweise weiblich war und dass in Einzelfällen Frauen als Anregende, Einflussnehmende und Auftraggebende bei der Entstehung von Werken Einfluss nahmen. Ungeklärt ist, ob höfische Romane primär über einen Vortrag oder durch individuelle Lektüre rezipiert wurden. Mit Hinweisen sowohl auf eine noch durch Vortrag, aber auch schon durch individuelle Lektüre erfolgende literarische Rezeption steht der höfische Roman am Übergang von oraler Tradierung und der ab 1500 durch den Buchdruck sich verbreitenden Schriftkultur.
Wie andere Texte der Zeit, so sind auch höfische Romane teilweise nur in wenigen Manuskripten und oft nur fragmentarisch erhalten.

## Werke
Eine chronologische Liste höfischer Romane zusammen mit Ritterromanen und anderer mittelalterlicher Großepik bis zum Beginn der Neuzeit findet sich unter Liste mittelalterlicher Romane.